# بيتر لانجادايك
بيتر لانجادايك (بالهولندية: Pieter Langedijk)‏ هو لاعب كرة قدم هولندي في مركز الوسط، ولد في 10 فبراير 1994 في ماسلاوس في هولندا. لعب مع سبارتا روتردام.

## وصلات خارجية
- بيتر لانجادايك على موقع قاعدة بيانات كرة القدم.إي يو (الإنجليزية)
- بيتر لانجادايك على موقع Soccerway.com (الإنجليزية)
- بيتر لانجادايك على موقع عالم كرة القدم.نت (الإنجليزية)